# ISS-Expeditie 61
ISS-Expeditie 61 is de eenenzestigste missie naar het Internationaal ruimtestation ISS. De missie begon in oktober 2019 met het vertrek van de Sojoez MS-12 van het ISS terug naar de Aarde en eindigde in februari 2020, toen de Sojoez MS-13 terugkeerde naar de Aarde.

## Bemanning
| Positie           | Ruimtevaarder                                |
| ----------------- | -------------------------------------------- |
| Bevelhebber       | Luca Parmitano, ESA 2e ruimtevlucht          |
| Flight Engineer 1 | Aleksandr Skvortsov, RSA 3e ruimtevlucht     |
| Flight Engineer 2 | Andrew Morgan, NASA 1e ruimtevlucht          |
| Flight Engineer 3 | Christina Hammock-Koch, NASA 1e ruimtevlucht |
| Flight Engineer 4 | Oleg Skripotsjka, NASA 3e ruimtevlucht       |
| Flight Engineer 5 | Jessica Meir, NASA 1e ruimtevlucht           |